# 市川翔子
市川 翔子（いちかわ しょうこ、1969年6月15日 - ）は、日本の元女優である。

## 経歴
和歌山県和歌山市出身。和歌山県立和歌山北高等学校卒業。
1989年、NHK連続テレビ小説「和っこの金メダル」主役に内定したが、民社党のポスターモデルとしてすでに契約していたことが発表後に判明、「特定政党のイメージキャラクターを起用するのは不偏不党を謳う公共放送の性質上そぐわないと」内定を取り消された（当時の芸名は市川 紀子）。後に連続テレビ小説には2作品（『ええにょぼ』、『春よ、来い』）出演している。
その後、多数のテレビドラマや映画に出演したが、現在は芸能界を引退している。
事務所は太田プロダクション、エ・ネストに所属していた。

## 出演作品

### テレビドラマ
- 代表取締役刑事（1990年、テレビ朝日） - 五十嵐直子 役
- 外科病棟女医の事件ファイル 第10話「顔のない女!美容整形殺人の妖しい罠…」（1991年9月19日、テレビ朝日） - 湯川京子 役
- 刑事貴族シリーズ（日本テレビ）
  - 第2シリーズ 第24話「真面目な脅迫者」（1991年11月15日）
  - 第3シリーズ 第21話「悪魔がくれた拳銃」（1992年11月20日）
- 月曜・女のサスペンス「四国の女」（1991年6月3日、テレビ東京）
- 映画みたいな恋したい「フレンズ」（1991年7月13日、テレビ東京） - 主演
- 木曜ゴールデンドラマ「ああ重度痴呆病棟」（1991年7月25日、福岡放送）
- さすらい刑事旅情編シリーズ（テレビ朝日）
  - 第4シリーズ 第21話「南国土佐の殺意・ホテルから消えた女医」（1992年3月18日）
  - 第5シリーズ 第18話「信州白馬雪山の殺意・不倫を目撃した女」（1993年2月24日）
  - 第6シリーズ 第14話「湯けむり九州・カラオケビデオの女」（1994年1月19日）
- 真夏の刑事 第7話「高原ホテルから消えた花嫁!」（1992年5月24日、テレビ朝日）
- 火曜サスペンス劇場（日本テレビ）
  - 「小京都ミステリー6 会津涙橋殺人事件」（1992年7月7日） - 中田道子 役
  - 「監察医・室生亜季子17・薬殺」（1994年12月27日） - 志水陽子　役
- 連続テレビ小説（NHK）
  - ええにょぼ（1993年）
  - 春よ、来い（1994年 - 1995年） - 赤木英子 役
- 暴れん坊将軍V 第3話「狙われた氷の美女」（1993年、テレビ朝日） - おみよ 役
- 金曜エンタテイメント「おふくろに…敬礼!」（1993年5月28日、フジテレビ）
- 新幹線物語'93夏 第5話、6話（1993年、TBS）
- 女検事の捜査ファイル 第2話「連続レイプ魔!美人姉妹の復讐…」（1993年10月28日、テレビ朝日） - 伊東由利子 役
- 月曜ドラマスペシャル「火の玉婦長さん物語4」（1994年6月6日、TBS）
- 火曜ドラマ「お嬢さまトラベル騒動 トマムでカップリング作戦」（1994年9月6日、朝日放送）
- 江戸の用心棒 第26話「千両箱が消えていく」（1995年、日本テレビ） - お小夜 役
- 水曜シリーズドラマ「存在の深き眠り 〜誰かが私の中にいる〜」（1996年、NHK） - 本堂恭子 役
- 土曜ワイド劇場「エステサロン白い肌殺人事件2」（1998年12月28日、テレビ朝日） - 雪竹里実 役

### 映画
- のぞみウィッチィズ（1990年、松竹） - 北川 役

### オリジナルビデオ
- どチンピラ8（1994年、Softgarage）